# Rodrigo Santos
Rodrigo Luiz de Castro Santos (Rio de Janeiro, 5 de abril de 1964) é um músico, cantor e compositor brasileiro.
É conhecido pelo seu trabalho como baixista na banda Barão Vermelho, onde trabalhou por 25 anos. Desde 2007, segue em carreira solo, com o show "A Festa Rock", e com a banda Call The Police.

## Biografia

### Primeiros passos
Nasceu em 1964, terceiro filho de Renato e Anna Maria. Aos seis anos, já era um ótimo desenhista. Fazia muitas histórias em quadrinhos e quadros psicodélicos multicoloridos. Assim, aos nove anos, foi chamado a ir para a Itália como chargista por um grande nome da época, mas optou pela música. 
Com 10 anos já tocava violão e fazia suas primeiras composições. Foi convidado a ir no programa Globo Cor Especial, da Rede Globo. Ali foi sua primeira aparição na TV cantando duas músicas autorais, entre elas "Anna", feita em homenagem a sua irmã.
Seu pai foi o grande influenciador na música e, apesar de não tocar instrumento algum, era especialista na história do Blues e Jazz. Dava aula do gênero para os parentes e amigos. Na casa de Rodrigo também se escutava muito Chico Buarque, Bill Halley, Cat Stevens, Rolling Stones e Elvis Presley. Sua tia era amiga dos Novos Baianos e sua irmã dos Mutantes. 
Com 9 anos, assistia aos ensaios dos Mutantes e aos 12 anos viu o primeiro show de sua vida – Mutantes e O Terço juntos, tocando The Beatles. Desde pequeno Rodrigo acompanhava o pai na loja de discos Modern Sound. 
Começou a comprar seus próprios LP's: Beatles, Bob Dylan, Secos & Molhados, Novos Baianos, Caetano Veloso, Gilberto Gil, A Cor do Som, Moraes Moreira, America, Crosby, Stills, Nash & Young, Fleetwood Mac, Supertramp, Led Zeppelin, Yes, Rod Stewart, Pink Floyd, Stevie Miller Band, Lynyrd Skynyrd, Doobie Brothers, Allman Brothers, Wishbone Ash, James Taylor, Simon & Garfunkel, Peter Frampton, Pepeu Gomes e muitos outros. Campo mais do que aberto para a musicalidade aflorar.
Autodidata, depois de poucas aulas de violão com Nilson Chaves e de baixo com Nico Assumpção, Rodrigo fez seu próprio caminho, influenciado por Liminha, Dadi, Leoni, Didi Gomes, Paul McCartney, Sting, John McVie, Flea, Ralph Armstrong, Randy Jackson, Marcus Miller e Jamil Joanes. Começou, então, a criar suas próprias linhas de baixo que permeariam o rock nacional e o colocaria para sempre no rol dos melhores baixistas do país, tocando com João Penca e Seus Miquinhos Amestrados, Leo Jaime, Kid Abelha, Blitz, Moska, Lobão, Os Britos e Barão Vermelho, sua eterna banda. 

### Front
Banda fundada em 1983 por Kadu Menezes, Nani Dias e Ricardo Palmeira, o Front convida Rodrigo a entrar na banda como baixista em 1983, substituindo Bruno Araújo (ex-Legião Urbana). Logo em seguida, os três o colocam como vocalista também. Rodrigo já vinha de duas bandas como vocalista: Choque Geral e Prisma, essa última dividindo os vocais com João Estrella e Marcelo Serrado.
Ao entrar no Front, Rodrigo gravaria seu primeiro disco: um compacto simples produzido por Leo Jaime (CBS – 1984). A música “Dengosa” foi incluída na trilha sonora do filme Rock Estrella, de Lael Rodrigues. Muita televisão e muitos shows faziam dessa banda a maior candidata ao estrelato da segunda geração do pop-rock da década de 80. Quando os quatro foram tocar com Leo Jaime em 1986 e Lobão em 1988, a banda se dissiparia, voltando a tocar junta na temporada solo de Rodrigo, em 2008.
Também gravaram no tributo Beatles 69 a canção “The Ballad Of John & Yoko”, em 2009. Ao mesmo tempo em que entrava no Front, Rodrigo era chamado para ingressar em duas bandas: Eletrodomésticos e João Penca & seus Miquinhos Amestrados, ambas em 1985.

### João Penca & Seus Miquinhos Amestrados
Primeiro trabalho de Rodrigo como profissional, onde gravou dois LPs e tocou durante 2 anos (1985/1986). Santos fez uma amizade muito grande com os “Micos” e pôde estar em turnê fora do Rio de Janeiro pela primeira vez. Juntos rodaram pelo país em mais de 100 shows. Nesses anos Rodrigo aprendeu muito sobre a arte teatral do showbusiness e até hoje tem participação dos brothers em seus shows solo.
Gravou os LPs "Okay My Gay” (1985) e “Além da Alienação” (1986). Os Miquinhos participaram do segundo CD solo de Rodrigo, “O Diário do Homem Invisível”. As canções “Pop Star”, “Lágrimas de Crocodilo” e “Como o Macaco Gosta de Banana” eram os sucessos da época. Rodrigo ainda gravou “Universotário”, “Romance em Alto Mar”, “Matinê no Rian” e “Luau de Arromba”, entre outras.

### Leo Jaime
Em 1986, Rodrigo e seus amigos do Front foram chamados a ser a banda oficial de Leo Jaime, cantor que na época estava com 6 músicas tocando em rádios: “O Pobre”, “As 7 Vampiras”, Rock Estrella” , “Só” , “A Fórmula do Amor” e “Solange”.
Nesses 3 anos em que tocou com Leo (entre 86 e 88), foram mais de 500 shows pelo país e a gravação de dois LP's: “Vida Difícil” (1986) e “Direto do Meu Coração Pro Seu” (1987). Músicas como “Gatinha Manhosa”, “Conquistador Barato (tema da novela Bambolê)” e “Nada Mudou”, foram alguns dos vários sucessos gravados por Rodrigo.
O festival “Alternativa Nativa”, no Ginásio do Maracanãzinho em 1988, para 15.000 pessoas, foi a despedida do Front com Leo, pois o cantor anunciou que daria um tempo de shows ao vivo. Leo Jaime acabou participando da gravação do primeiro DVD da carreira solo de Santos.

### Lobão
Lobão mudaria a banda no meio de 1988, após a turnê do LP “Vida Bandida” e para ensaiar o novo disco “Cuidado!”. Rodrigo foi convidado a fazer o teste como baixista. Quando Rodrigo e Lobão tocaram juntos baixo e bateria pela primeira vez, a conexão foi tanta, que parecia que tocavam juntos há anos. Estava ali se iniciando uma amizade e parceria musical que duraria até hoje.
Depois de gravar o LP “Cuidado!” (1988), Santos – por vezes um diretor musical – indicaria para a banda de estreia na estrada, os amigos Kadu Menezes e Nani Dias, do Front. Com essa formação gravariam ainda os LP's “Sob o Sol de Parador” (1989) - todo gravado em Los Angeles sob produção de Liminha -  e “Vivo”, um registro ao vivo no festival Hollywood Rock de 1990, para uma plateia de 40.000 pessoas.
Ainda em 1991, já sem Kadu e Nani, Rodrigo faria suas primeiras parcerias com Lobão: “Bem Mal” e “Que Língua Falo Eu”, ambas incluídas no LP “O Inferno é Fogo”, último do baixista com Lobão. No estúdio Santos gravou os sucessos “Essa Noite Não”, “Cuidado”, O Eleito”, “Por Tudo Que For”, “Panamericana – Sob o Sol de Parador” e ao vivo o baixista emprestou a alma e suas 4 cordas a clássicos como “Me Chama”, “Corações Psicodélicos”, “Radio Blá”, “Vida Bandida”, “Vida Louca Vida” e muitas outras. Foram mais de 700.000 cópias vendidas e centenas de shows. Rodrigo tocou durante 4 anos com Lobão – de 1988 a 1992, quando então foi convidado a entrar no Barão Vermelho.

### Barão Vermelho
Rodrigo foi convidado a entrar no Barão Vermelho pela primeira vez, em 1990, durante o festival Hollywood Rock, numa reunião no Hotel Hilton. Porém, o baixista estava - no mesmo dia e no mesmo festival - gravando um LP ao vivo com Lobão. E teve de recusar o convite. Assim também havia sido em 1988, quando o baixista recusou o convite de tocar com Cazuza na carreira solo do mesmo, por já estar em estúdio na nova banda de Lobão.  
Em fevereiro de 1992, Santos seria novamente convidado a entrar no Barão, já nas gravações do disco “Supermercados da Vida”. Era ainda a turnê dos 10 anos da banda e Santos foi para a estrada. Uma vez na banda, o baixista participou de todos os momentos do grupo até 2007, quando entraram de férias sem previsão de volta. Gravou os LP's “Carne Crua”, “Álbum”, “Ao Vivo + Remixes”, “Puro Êxtase”, “Balada MTV”, “Barão Vermelho (2004)" e “MTV Ao Vivo”, este último também lançado em DVD.  
Rodrigo gravou entre centenas de músicas, sucessos como “Por Você”, “Puro Êxtase” , “Flores do Mal”, Pedra, Flor e Espinho”, “Meus Bons Amigos”, “Cuidado”, “A Chave da Porta Da Frente”, “Malandragem Dá Um Tempo”, “Jardins da Babilônia”, “Tente Outra Vez”, “Vem Quente Que Eu Estou Fervendo”, “Amor Meu Grande Amor”, além de todos os sucessos da banda nos discos ao vivo.  
Fez a turnê de abertura de 5 shows dos Rolling Stones no Brasil ("Voodoo Lounge"), tocou nos festivais Hollywood Rock e Rock In Rio 3 (2001), fez várias viagens internacionais para Portugal e EUA, ganhou três prêmios Sharp e vendeu mais de 1 milhão de cópias.  
A faixa título do primeiro disco solo de Rodrigo é uma parceria com Frejat. Rodrigo ainda tem uma outra banda com Guto Goffi: Os Britos. Fernando Magalhães (guitarrista do Barão) tocou na banda solo de Santos. Todos os amigos da banda estão na faixa-título de seu terceiro disco “Waiting On A Friend”, onde Santos divide os vocais com Frejat.
Em fevereiro de 2007, o Barão anunciou férias por tempo indeterminado. A carreira solo de Rodrigo começou aí. Em 2012, o Barão voltou para a tour comemorativa dos 30 anos de banda. Foram 23 shows entre outubro de 2012 e março de 2013. A banda tirou férias novamente e voltou em 2017, com Rodrigo no baixo, porém sem Frejat e Peninha (falecido em 2016). Depois de quase 1 ano no projeto, Santos deixou oficialmente o Barão Vermelho, para se dedicar exclusivamente a seus projetos como cantor solo. Em 10 de novembro de 2017 foi seu último show com a banda, em Curitiba.

### Midnight Blues Band (projeto paralelo)
A Midnight era composta por todos integrantes do Barão mais um poderoso naipe de metais que incluía George Israel, Serginho Trombone, Bidinho, Zé Carlos Bigorna e PC. Uma verdadeira big band que se destacou no Hollywood Rock de 1992, colocando as 30.000 pessoas para se acabar de dançar. O repertório vai do blues, rhythm & blues ao rock, com todos os maiores clássicos dos gêneros.
Cantavam na banda: Frejat, George Israel (Kid Abelha), Rodrigo Santos, Mauricio Barros (Barão) e PC. Quando o Barão tira férias, a Midnight também fica parada.

### Os Britos (projeto paralelo)
Com os amigos Guto Goffi (Barão), George Israel (Kid Abelha) e Nani Dias (Lobão), Rodrigo fundou os Britos para lançar o filme “Back Beat – Os 5 Rapazes de Liverpool” em 1994, no Circo Voador. Foi tão bom a junção desse quarteto (no primeiro show também contando com a participação de Dado Villa-Lobos) que os rapazes seguiram se divertindo. Gravaram um DVD praticamente todo filmado no Reino Unido, em 2005 (Londres e Liverpool). Fizeram 3 shows no Cavern Club e depois de se apresentarem no Altas Horas e Hebe Camargo, veio o convite do Fantástico para acompanhá-los em mais uma viagem ao Reino Unido, em 2006. Dessa vez também com passagens pela Dublin e Manchester. Pedro Paulo Carneiro foi o diretor do DVD e Rodrigo e George produziram o CD.
Os Britos se caracterizavam também por colocarem várias participações em seus shows: Cássia Eller, Zélia Duncan, Frejat, Sergio Dias Baptista, Pepeu Gomes, Alcione e Jerry Adriani foram alguns dos contemplados com essa diversão. Os quatro ainda compuseram duas faixas inéditas: “Dia Comum” e “Amor de Bicho”.
Receberam em 2006, na volta da segunda viagem, uma medalha da Ordem Britânica, das mãos do príncipe inglês Andrew, por serviços prestados ao Reino Unido através da música.

### Blitz e Kid Abelha
Nas primeiras férias do Barão em 2001, Rodrigo foi chamado a entrar em duas bandas: Blitz e Kid Abelha.
Com a primeira Rodrigo fez muitos shows, mas acabou não gravando disco.
Já na segunda – onde já vinha participando de várias gravações desde 94 – gravou os CD's “Surf” (2001) e “Acústico MTV” (2002). Com esse disco Santos fez mais de 400 shows em 2003/2004 e vendeu mais de 2 milhões de cópias. Fez viagens internacionais e praticamente toda a turnê do Acústico MTV, parando apenas com a volta do Barão em 2004. Mesmo assim, já na estrada com Barão, Santos ainda gravou o CD “Pega Vida” (baixo e vocais).

### Carreira solo
Em 2007, Rodrigo Santos iniciou sua carreira solo, com o CD "Um Pouco Mais de Calma" (Som Livre). As músicas "Nunca Desista Do Seu Amor", "Estrangeiro" e "Tempos Difíceis" entraram muito bem nas rádios e a canção "Pão-Duro" fez parte da trilha da novela Sete Pecados, da Rede Globo. Parcerias com Zélia Duncan, Lobão, Frejat, Leoni e Mauro Sta Cecilia, além das escritas só por Rodrigo, fizeram desse CD folk-rock, um belo disco de estreia.
Em 2009, a Som Livre lançou "O Diário do Homem Invisível", segundo CD do cantor. O disco é repleto de participações da nova cena do rock independente. Junto a bandas como Filhos da Judith e Autoramas, Rodrigo gravou suas canções em formato diferente do primeiro, dessa vez mais psicodélico e variado, transformando o disco em uma ópera rock, com canções interligadas. Ney Matogrosso e Cidade Negra também participaram do CD, assim como um coral, o das Princesas de Petrópolis.
A revista Fotografe Melhor deu prêmio à capa, fotorreprodução de um desenho de Rodrigo. O clipe da música de trabalho ("Não Vá") teve participações das atrizes Leticia Spiller, Guta Stresser, Ana Lima e Bel Kutner.
Em 2010, Rodrigo começou a gravar seu terceiro disco, "Waiting On A Friend" (de regravações em inglês, pelo selo Discobertas) e com a "invenção da Kombi Elétrica" (shows em cima de uma kombi). O terceiro disco tem uma musica inédita de Paul McCartney e outra inédita de John Lennon, chamando assim muita atenção da mídia. Juntam-se a elas canções de Bob Dylan, Rolling Stones, Gilberto Gil e U2, entre outros. Participações de Zé Ramalho, Isabela Taviani e todos os integrantes do Barão Vermelho, dão a tônica do CD. Frejat canta com Rodrigo a faixa-título, que tocou bem nas rádios. Assim como nos outros dois discos, Santos também assinou a produção. O convite veio do produtor Marcelo Fróes, que já havia chamado Rodrigo para participar dos tributos a "Abbey Road", "Let It Be", "Álbum Branco", George Harrison e Michael Jackson.
Se o ano de 2010 começou bem, terminou melhor ainda, já com a gravação do primeiro DVD, "Ao Vivo Em Ipanema", lançado em 2011 pelo selo Musikeria. O DVD foi gravado em cima da Kombi na Praia do Arpoador (RJ) e no Teatro Ipanema. Participaram Ney Matogrosso, Frejat, Isabela Taviani, Leoni, Evandro Mesquita, Leo Jaime, Miquinhos Amestrados, Milton Guedes, Pepeu Gomes e o tecladista do Guns'n'Roses, Chris Pitman, com direção geral e produção musical feitas por Rodrigo. 
O baixista-cantor também se apresentou em carreira solo nas edições de 2011, 2013, 2015 e 2017 do Rock in Rio. Sempre considerado o melhor show da Rock Street / Rock District. 
Em junho de 2013, lança o quinto disco da carreira solo, chamado "Motel Maravilha". A capa foi criada pelo artista e cenógrafo Zé Carratu. A produção do disco ficou com Nilo Romero.
Em 2015, lançou seu CD/DVD "A Festa Rock Vol.1" (Coqueiro Verde) com produção de Roberto Menescal.
Em 2017, lançou um CD com 15 músicas inéditas em parceria com o guitarrista Fernando Magalhães, chamado "Efeito Borboleta". O disco comemora os 25 anos de parceria da dupla.
Em agosto de 2020, lançou nas plataformas digitais o CD autoral “Livre”. O disco tem parcerias nacionais de diferentes cidades, como Roberto Menescal, Guto Goffi, George Israel, Mauro Sta Cecília, e também internacional, como é o caso da colaboração com o inglês Andy Summers.
Em 2021, lançou o CD "A Festa Rock Vol. 2", gravado em um estúdio caseiro.

### Call The Police
Em 2014, Rodrigo foi apresentado a Andy Summers (guitarrista do The Police) pelo amigo e empresário em comum, Luiz Paulo Assunção.
Em 2016, João Barone (baterista do Paralamas do Sucesso) foi convidado a se unir ao duo. No ano seguinte, Call The Police fez as primeiras apresentações com repertório com grandes sucessos e alguns lados b da banda inglesa.
Em 2018, a banda se apresenta no Brasil e Argentina.
Na turnê "Call The Police 2019 América do Sul", além de percorrerem o Brasil, fizeram shows em países como Chile, Uruguai e Peru.
Com a pandemia em 2020, Rodrigo e Barone convidaram Fernando Magalhães e Andreas Kisser (Sepultura) para uma live chamada "Toca Police".

### Faz Parte do Meu Show - Cazuza/Frejat em Bossa Nova (projeto paralelo)
Em 2018, com Roberto Menescal e Leila Pinheiro, apresentam o espetáculo "Faz parte do meu show – Cazuza em bossa nova" pelo Brasil. O espetáculo foi registrado em CD e DVD.

### Programas de TV
Desde 1984 até hoje, Santos participou ininterruptamente dos maiores programas da TV Brasileira, seja em entrevistas, ou gravações de DVD, lançamentos de discos, e todo tipo de divulgação que existiu desde o início da década de 80. Santos faz parte da geração que " mudou o rock no Brasil".  
A partir de 2007, também em carreira solo, Rodrigo fez os grandes programas da TV aberta e também das TVs a cabo . Seus 2 DVDs ("Ao Vivo em Ipanema" e " A Festa Rock Vol.1" foram exibidos por anos seguidos nos canais Multishow HD, BIS e Music Box Brazil.  
O CD - transformado em especial de TV - " Efeito Borboleta" (2017) está sendo exibido no Music Box Brazil.  
No programa "Versões" do canal BIS, Rodrigo Santos fez um tributo ao The Police.
Na série "Compulsão" do canal GNT, Rodrigo fala sobre os seus mais de 10 anos sóbrio, após superar a dependência de álcool e drogas. 
O Documentário "Trem Bala", sobre a vida do cantor a ser exibido no Canal Music Box Brazil em 2018, é mais um de suas aparições na TV.    

### Vida Pessoal
Casado, Rodrigo tem dois filhos com a esposa Patrícia Lattavo.
Parou com os excessos de álcool e drogas em 2 de agosto de 2005, após passar por tratamento em uma clínica.
Em 2015, lançou sua biografia "Cara a Cara" (Neutra Editora), junto com Ricardo Pugialli.

## Discografia

### Front
- Compacto [1985]

### João Penca e Seus Miquinhos Amestrados
- Ok My Gay [1985]
- Além da Alienação [1985]

### Leo Jaime
- Vida Difícil [1986]
- Direto Do Meu Coração Para O Seu [1987]

### Lobão
- Cuidado [1988]
- Sob O Sol De Parador [1989]
- Vivo [1990 - Ao vivo no Hollywood Rock]
- O Inferno É Fogo [1991]

### Moska
- Vontade [1991]

### Kid Abelha
- Meu Mundo Gira em Torno de Você , Autolove, Coleção - entre 2 e 7 faixas cada
- Surf [2001]
- Acústico MTV [2002]
- Pega Vida [2004]

### George Israel
- 4 Letras [2004]

### Frejat
- Amor Pra Recomeçar [2001]  Sobre Nós 2 e o Resto do Mundo [2003]

### Os Britos
- Os Britos Cantam Beatles [2006]

### Barão Vermelho
- Supermercados da Vida [1992]
- Carne Crua [1994]
- Álbum [1996]
- Puro Êxtase [1998 - assina sozinho a faixa "O Sono Vem"]
- Balada MTV [1999 - CD/DVD]
- Barão Vermelho [2004]
- MTV Ao Vivo [2005 - CD/DVD]
- + 5 coletâneas

### Carreira solo
- Um Pouco Mais de Calma [2007]
- O Diário do Homem Invisível [2009]
- Waiting On A Friend [2010]
- Ao Vivo Em Ipanema [2011 - CD/DVD]
- Motel Maravilha [2013]
- A Festa Rock Vol.1 [2015 - CD/DVD]
- Cara a Cara [2016 - Livro - biografia]
- Efeito Borboleta [2017 - CD]

## Ações Sociais
- Palestras sobre álcool e drogas com pocket shows ao final. Escola Parque, Estácio de Sá, Colégio Santo Inácio, foram alguns dos lugares por onde Rodrigo já passou.
- "Estrelas do Bem": Rodrigo compôs e gravou a trilha da campanha beneficente ao Retiro dos Artistas (2011) e participa de ações ligadas ao mesmo.
- Coordenação de reuniões para dependentes químicos e alcoólatras na Clínica Centro Vida (em Santa Teresa, RJ) durante 3 anos (2006 a 2009).

## Direções musicais
Rodrigo foi o diretor musical do show "Saúde Criança", no Vivo Rio, em 2011, para a ONG de mesmo nome. Além de dirigir musicalmente a noite, Rodrigo também cantou e houve apresentações de Mart'nália, Fernanda Abreu, Frejat e Kid Abelha. Santos também acompanhou a cantora Mart'nália como baixista. 

## Trilhas Sonoras
- "Estrelas do Bem": Rodrigo compôs e gravou a trilha da campanha beneficente ao Retiro dos Artistas (2011).
- "O Abajour": Rodrigo compôs a música-tema do filme (2011/2012).

## Prêmios
- 3 Prêmios Sharp: 1992 / 1994 / 1996 com o Barão Vermelho.
- Prêmio Visit Britain: entregue pelas mãos do príncipe Andrew, da Inglaterra, pela divulgação do Reino Unido através da música (2006) com a banda Os Britos.
- Prêmio Revista Fotografe Melhor (capa do CD solo "O Diário do Homem Invisível" / a foto foi uma reprodução de um desenho de Rodrigo).

## Números
Entre 1984 e 2016, Rodrigo vendeu mais de 5 milhões de discos (seja com o Barão Vermelho, ou com os artistas com os quais tocou nos últimos 30 anos, além de seus discos solo). Foram milhares de shows e turnês internacionais (com Lobão, Barão, Kid Abelha, Os Britos e em carreira solo).

## Turnês / Shows / Viagens Internacionais
Em seu currículo de apresentações ao vivo, constam 5 aberturas para shows dos Rolling Stones no Brasil, 5 Rock In Rio (em 1991 com Lobão, em 2001 com o Barão, e em 2011, 2013 e 2015 com sua carreira solo), e também 3 apresentações no extinto festival Hollywood Rock (com Lobão, Barão e Midnight Blues Band).
Rodrigo gravou o disco "Sob O Sol De Parador" (Lobão) em Los Angeles e o DVD "Os Britos Cantam Beatles" na Inglaterra. 
Excursionou com Barão, Os Britos, Kid Abelha e em carreira solo por Lisboa, Porto, Miami, Fort Lauderdale, Nova York, Nova Jersey, Boston, Dublin, Liverpool, Londres, Manchester, Punta del Este (Uruguai) e Colonia (Alemanha), entre outras. 

## Festivais
- Rock In Rio: em 1991 com Lobão, em 2001 com o Barão, e em 2011, 2013, 2015 e 2017 com sua carreira solo.
- Hollywood Rock: se apresentou com Lobão (1990 - gravação de disco ao vivo), com Midnight Blues Band (1992) e com o Barão Vermelho (1995, abrindo 5 shows dos Rolling Stones - edição especial do festival).

E muitos festivais pelo Brasil  